# リゾ (歌手)
メリッサ・ヴィヴィアン・ジェファーソン（英語: Melissa Viviane Jefferson、1988年4月27日 - ）は、リゾ（英語: Lizzo）の名で知られるアメリカ合衆国の歌手、ラッパー、作曲家、女優、フルート奏者である。
ミシガン州・デトロイト生まれでやがてテキサス州・ヒューストンに引っ越し、そこで音楽を始めた。のちにミネアポリスに引っ越し、音楽家として活動するようになった。『リゾバンガーズ』 (2013) と『ビッグ・ガール・スモール・ワールド』 (2015) の2枚のスタジオアルバムを出した後、Nice Lifeとアトランティック・レコードから楽曲をリリースした。2016年、初めてメジャーレーベルからEP『ココナッツ・オイル』を出した。
3枚目のスタジオアルバムである『コズ・アイ・ラヴ・ユー』(2019) のリリースにより商業的成功をおさめ、この作品はアメリカのBillboard 200で5位以内に入った。このアルバムからは「ジュース」と「テンポ」という2枚のシングルが生まれた。このアルバムのデラックス盤にはリゾの2017年のシングルである「トゥルース・ハーツ」が収録されており、この曲はインターネット上で思いがけないヒットとなって、発売から2年後にアメリカのBillboard Hot 100にチャートインした。この時期には2016年のシングル「グッド・アズ・ヘル」もチャートを上昇し、全英シングルチャートで100位以内に入った。リゾは第62回グラミー賞で8部門にノミネートされ、この年最も多く候補になったアーティストとなった。『コズ・アイ・ラヴ・ユー』デラックス盤で最優秀アルバム賞候補、「トゥルース・ハーツ」で最優秀楽曲賞と最優秀レコード賞、最優秀新人賞の候補になった他、最優秀アーバン・コンテンポラリー・アルバム賞、最優秀ポップ・ソロ・パフォーマンス賞（「トゥルース・ハーツ」）、最優秀トラディショナル・リズム・アンド・ブルース・ヴォーカル・パフォーマンス賞（「ジェローム」）を受賞した。
歌とラップ以外にリゾは女優としても活動している。アニメ映画『アグリードール』(2019) で声優をつとめ、実写映画『ハスラーズ』(2019) にも出演している。2019年に『タイム』は人気爆発と音楽界での活躍を称えてリゾを「今年のエンターテイナー」に選んだ。

## 生い立ち
メリッサ・ヴィヴィアン・ジェファーソンは1988年4月27日にミシガン州デトロイトで生まれた。10歳の時に一家がテキサス州ヒューストンに引っ越しをした。リゾはヒューストンの南西部にあるエイリーフに住んでおり、十代の時にラップを始めた。14歳の時に友人とコーンロウ・クリックという音楽グループを始めた。この時に「リゾ」(Lizzo) というあだ名で呼ばれるようになったが、これはジェイ・Zの"Izzo (H.O.V.A.)" に触発された「リッサ」(Lissa、本名メリッサの短縮形) の変化形である。エイリーフのエルシク高校を2006年に卒業した。その後、ヒューストン大学でフルート奏者としてクラシック音楽を学んだ。父が亡くなった後、21歳の時には、音楽業界に入るべく努力しつつ、1年間車中生活をしていた。2011年にミネソタ州ミネアポリスに引っ越した。

## キャリア

### 2011–2015: 初期作
ミネアポリスに住んでいる時、リゾは全員女性からなるリズム・アンド・ブルースの3人組であるザ・チャリスを結成し、2012年にはファーストアルバム『ウィー・アー・ザ・チャリス』(We Are the Chalice) を発表して、地元で話題になった。
ソロのヒップホップアーティストとしてのデビューアルバムである『リゾバンガーズ』(Lizzobangers) はレイザービークとライアン・オルソンのプロデュースによるもので、2013年10月15日に発表された。『ガーディアン』のキリアン・フォックスはこのアルバムに星5つ中4という評価を出し、「時に楽しくナンセンスである一方、リゾの意識の流れ風なライムは鋭く急所を突くものにもなり得る」と述べている。このアルバムはミネアポリスの地元紙である『スター・トリビューン』の"Twin Cities Critics Tally 2013"リストにも入った。「バッチズ&クッキーズ」("Batches & Cookies")、「フェイディッド」("Faded")、「バス・パスィズ・アンド・ハッピー・ミールズ」("Bus Passes and Happy Meals")、「パリス」("Paris")のミュージックビデオが制作された。
リゾは2013年にハー・マー・スーパースターのツアー前座としてアメリカとイギリスを巡業した。2013年に『タイム』誌は2014年に注目すべき14名のアーティストのひとりとしてリゾを選んだ。2014年に『リゾバンガーズ』はヴァージン・レコードにより再発売された。この年にリゾはセント・ポール・アンド・ザ・ブロークン・ボーンズと共演し、「ア・チェンジ・イズ・ゴナ・カム」("A Change Is Gonna Comme") を一緒に歌った。

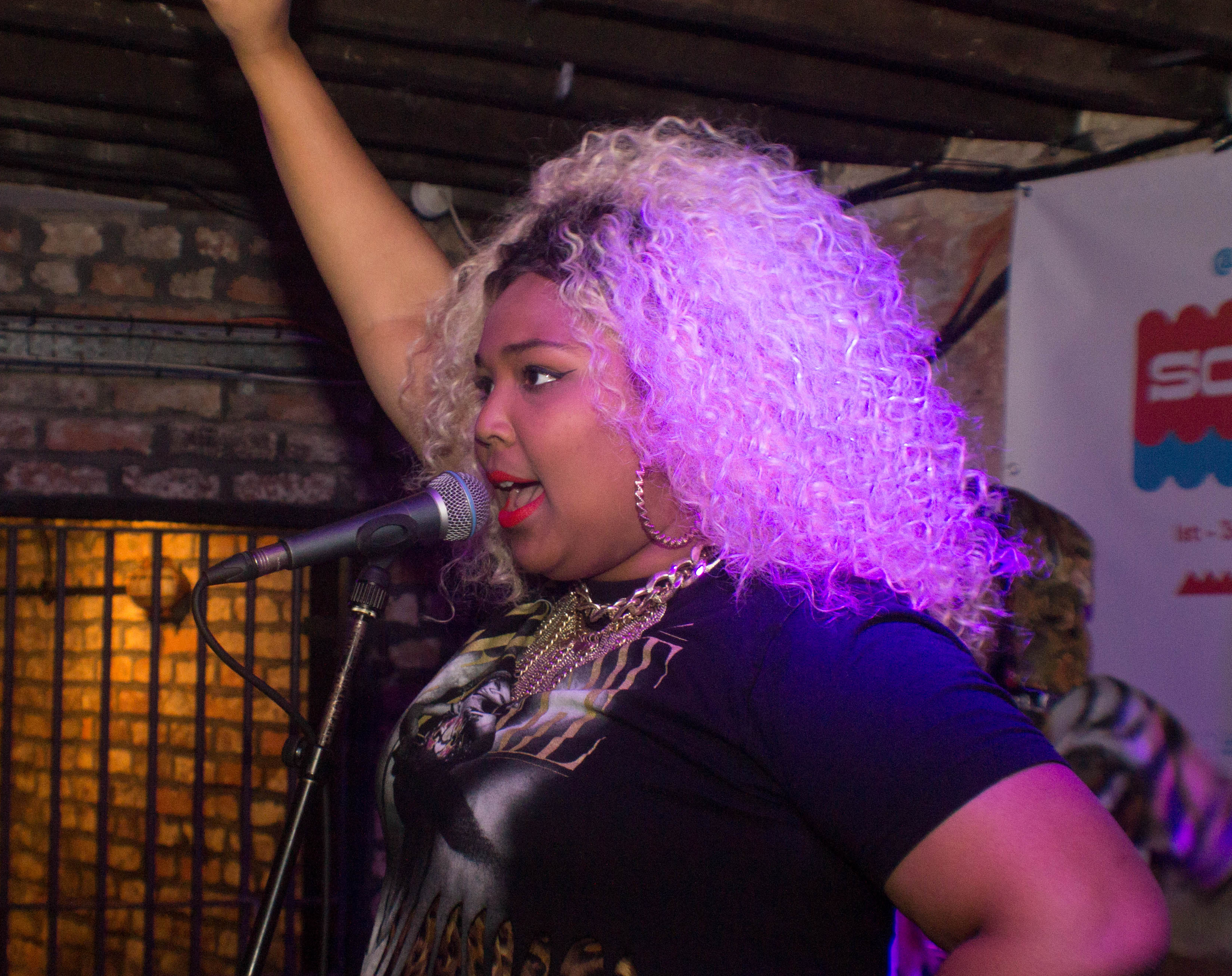
パフォーマンスするリゾ（2014年）

ファーストアルバムを出した後、リゾはすぐ新曲を作り始めた。2014年にリゾはStyleLikeUのWhat's Underneathプロジェクトに参加し、自身の身体との関係を語るに際して服を脱いだ。この経験に触発されて「マイ・スキン」("My Skin") を書くこととなった。この曲についてリゾはセカンドアルバムの「主題になるもの」だと述べている。『ヴァイス』のインタビューでリゾはボディイメージについて、「朝起きた後に自分の見た目についていろんなことを変えるのは可能なんですけど、でも自分の肌身の状態で起きるほかないっていうのはみんなが一様に経験することでしょう」と述べている。 
2014年9月にリゾはザ・チャリスのメンバーであるソフィア・エリス及びクレラ・ド・リュヌと一緒にプリンス＆サードアイガールのアルバム『プレクトラムエレクトラム』の曲「ボーイトラブル」("BoyTrouble") に参加した。プリンスと一緒に仕事をした経験について、リゾは「シュールで、（中略）ほとんどおとぎ話みたい」であり、「絶対に忘れられない」と述べている。2014年10月7日、リゾは『レイト・ショー・ウィズ・デイヴィッド・レターマン』に音楽ゲストとして出演した。
リゾのセカンドアルバムである『ビッグ・ガール・スモール・ワールド』(Big Grrrl Small World) は2015年12月11日にリリースされた。『スピン』はこのアルバムを「2015年のベストヒップホップアルバム」リストの17位に選んだ。『ペースト』のヒラリー・ソーンダースはリゾの「同じような粘り強さでラップし、歌う能力」を評価した。ユア・スミス（当時はキャロライン・スミス）と協働した「レット・エム・セイ」("Let 'Em Say") は『ブロード・シティ』(Broad City)  第3シーズン第1話で使われた。

### 2016年以降：商業的成功

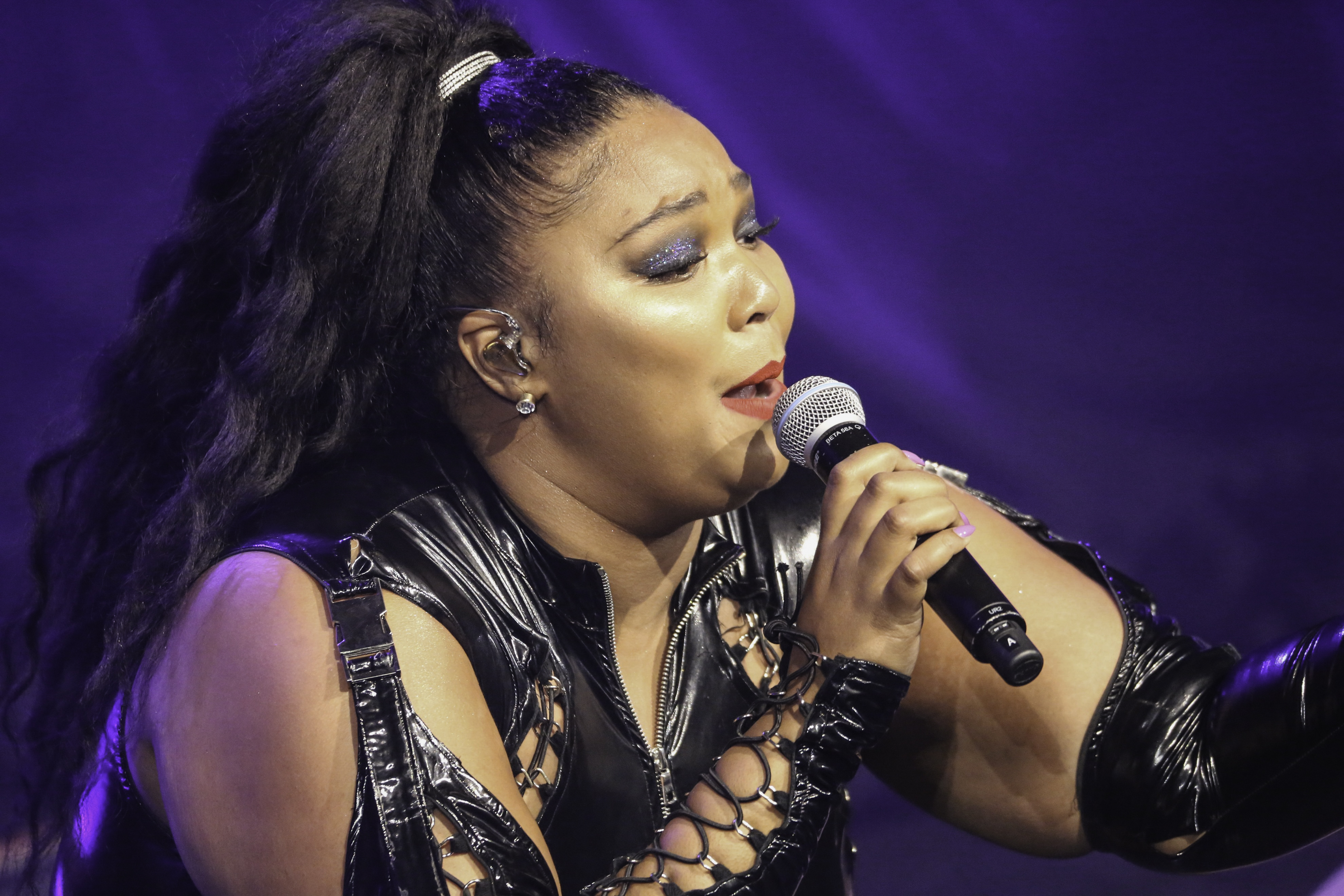
パレス・シアターで歌うリゾ（2018年）

2016年、リゾはMTVの音楽番組で短命に終わった『ワンダーランド』(Wonderland) のホストのひとりをつとめた。同年にアトランティック・レコードと契約した後、リゾは最初のメジャーEPとして『ココナッツ・オイル』(Coconut Oil) を2016年10月7日にリリースした。 「グッド・アズ・ヘル」("Good As Hell") は映画『バーバーショップ3 リニューアル!』のサウンドトラックに収録されており、2016年3月8日には『ココナッツ・オイル』からのリードシングルとしてリリースされた。歌詞の点では、このEPはボティポジティヴの考え方や自己肯定といった理想への道のりをテーマとして追求している。
『ココナッツ・オイル』は音楽批評家から好意的な評価を受けた。『NYLON』誌では「アルバム名のもとになった製品同様、[リゾの]最新プロジェクト『ココナッツ・オイル』は健康な生活に不可欠だ」と評された。『ローリング・ストーン』誌の「2016年のベストポップアルバム20」ではこの作品が14位となった。このEPのプロモーションとして、リゾは2017年に「グッド・アズ・ヘル」ツアーを行った。5月にリゾはジ・インファチュエーションが毎年実施しているフードフェスティバルであるEEEEEATSCONのヘッドライナーをつとめた。さらに『ル・ポールのドラァグ・レース』第10シーズンにゲストジャッジとして出演した。2018年初頭にリゾはハイムやフローレンス・アンド・ザ・マシーンとツアーをした。
体型に関する問題について小さい頃から悩んだ結果、主流メディアから注目されるにつれて、リゾはボディポジティヴ思想や自己肯定を訴える活動をするようになった。身体、セクシュアリティ、人種などに関して、多様性を自らの音楽の焦点にするようになった。バックアップダンサーであるビッグガールズ (the Big Grrrls) はプラスサイズのダンサーで構成されている。さまざまな体型を平等に扱い、個性を尊ぶべく、リゾはモッドクロスの"Say It Louder"キャンペーンに参加したが、これは2018年6月11日に始まった。同じ月にリゾはニューヨークプライドのプライドアイランドイベントのパフォーマンスで、グレイス・インソニアがニューヨーク州立ファッション工科大学の「ファッションの未来」ショーのため初のプラスサイズ用の衣類としてデザインした服を着た。リゾは2018年6月の『ティーン・ヴォーグ』音楽特集号で紹介された。

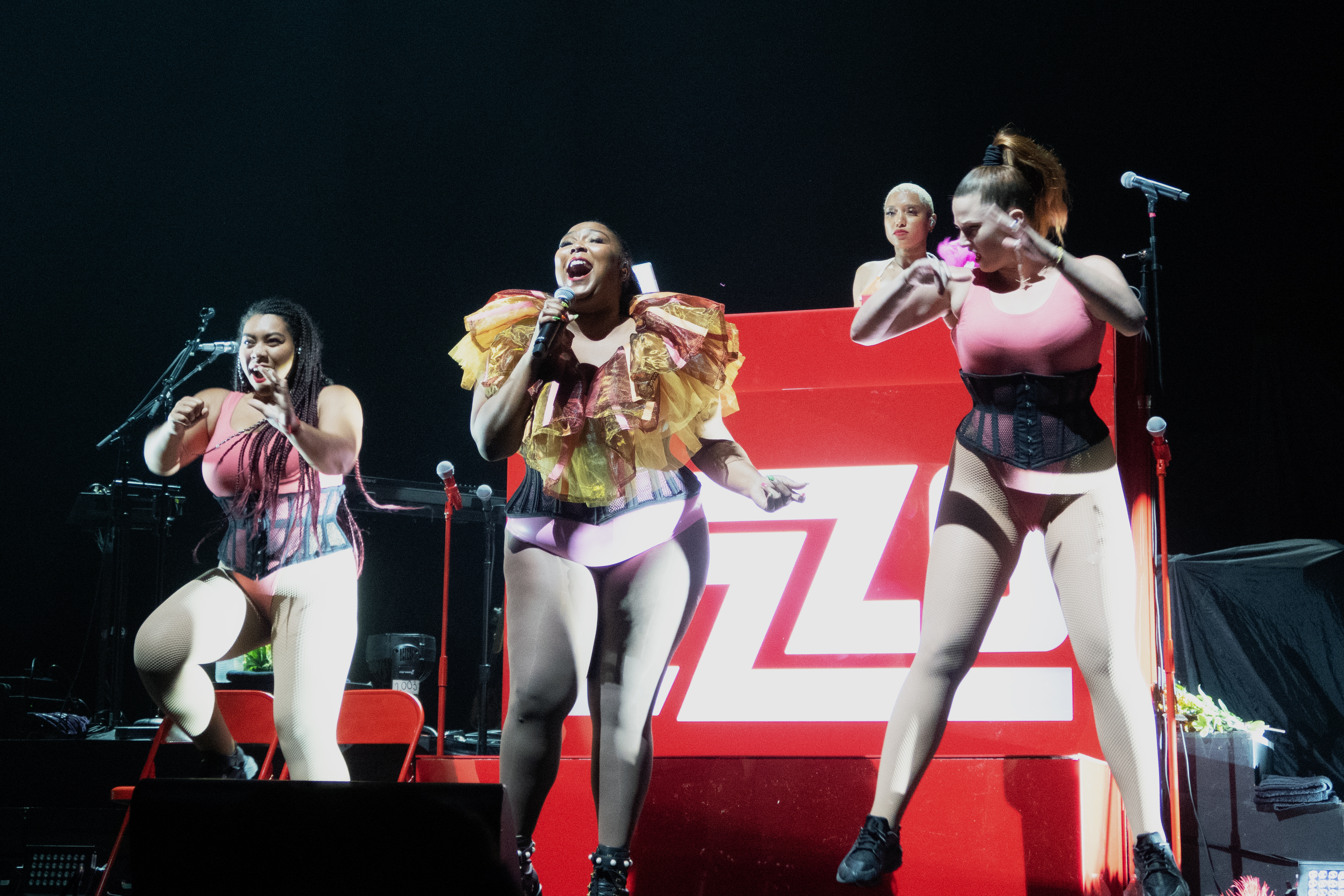
2018年のパフォーマンス

2019年には、音楽プロジェクトに加えてリゾは演技に進出し、アニメ映画『アグリードール』に声優として参加し、また犯罪映画『ハスラーズ』に脇役として出演した。
「ジュース」("Juice") は3枚目のスタジオアルバムからのリードシングルとして2019年1月4日からアトランティック・レコードからリリースされた。翌月、リゾは新アルバムのタイトルが『コズ・アイ・ラヴ・ユー』(Cuz I Love You) だと告知し、2019年4月19日に発売となった。このアルバムをリリースした後、初めてコーチェラ・フェスティバルでパフォーマンスをした。『コズ・アイ・ラヴ・ユー』のリリースにより、主要メディアがよりリゾに関心を抱くようになり、キャリアの転換点となった。このアルバムはBillboard 200で初登場6位となり、発売3ヶ月後、最終的にはチャート4位となった。
リゾの楽曲「トゥルース・ハーツ」("Truth Hurts") はTikTokビデオ共有アプリでインターネット・ミームが広まるきっかけになった。この曲は2019年のNetflixの映画『サムワン・グレート -輝く人に-』でも使用された。このため、本来は2017年のシングルだった「トゥルース・ハーツ」は『コズ・アイ・ラヴ・ユー』デラックス盤に収録され、シングル盤はバイラルスリーパーヒットとなった。こうして『コズ・アイ・ラヴ・ユー』に対しても注目が集まるようになり、Billboard 200のトップ10に数ヶ月間留まった。
「トゥルース・ハーツ」はリゾの初めてのBillboard Hot 100ナンバーワンヒットとなった。この曲はBillboard Hot 100で7週間、チャート1位となった。これにより、リゾはリアーナの2012年のヒット曲「ダイヤモンズ」以来、初めてBillboard Hot 100の1位を獲得した黒人女性ソロR&B歌手となった。1週間後の2019年9月9日、『コズ・アイ・ラヴ・ユー』は50万以上のアルバム相当単位を売り上げ、アメリカレコード協会のゴールドディスク認定を受けた。
「トゥルース・ハーツ」のミュージックビデオではリゾが「自分と結婚」する様子が描かれていた。インタビューでリゾは、当時自分の楽曲の中では最高の出来だと思っていた「トゥルース・ハーツ」が当初あまり成功しなかったため、音楽業界での仕事をきっぱりやめようかと真剣に考えたと明かしている。

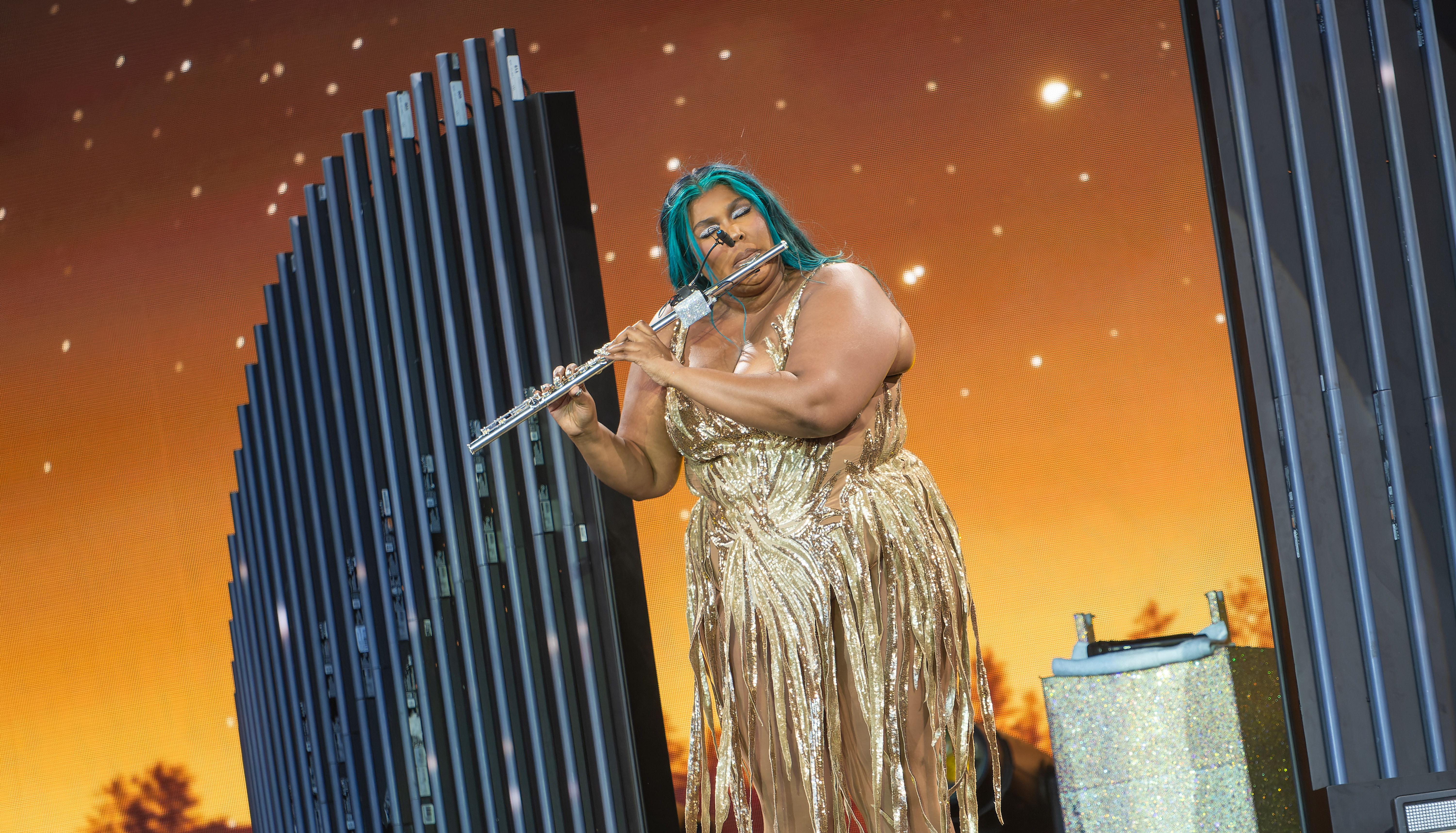
フルートを演奏するリゾ（2023年）

リゾはフルートを演奏する技術を有していることでもよく知られている。小さな時から演奏を始め、大人になるまでフルートを続けていた。愛器にはサーシャ・フルートという名前をつけている。2019年のBETアワードで「トゥルース・ハーツ」を演奏した時など、数回フルートを公の場でのパフォーマンスに組み込んでいる。このBETアワードの演奏はスタンディングオベーションを受けており、この時はリアーナも立ち上がって喝采した。『美少女戦士セーラームーン』のコスプレをしてフルートを演奏するパフォーマンスで話題を呼んだこともある。
2019年の夏の間、リゾはグラストンベリー・フェスティバルのウェスト・ホルツ・ステージをはじめとするさまざまな場所で頻繁にパフォーマンスを行った。インディアナポリスとサクラメントのプライドフェスティバルではヘッドライナーをつとめた。
2019年7月23日、リゾは2019年のMTV Video Music AwardsでMTV PUSHアーティスト賞及び最優秀にノミネートされた。授賞式では「トゥルース・ハーツ」と「グッド・アズ・ヘル」のメドレーを歌い、このパフォーマンスは高い評価を受けた。
この時期に2016年のシングル 「グッド・アズ・ヘル」も世界のチャートにランクインするようになり、Billboard Hot 100でトップ3に入り、全英シングルチャートでもトップ10に入った。 
リゾは2019年12月21日に音楽ゲストとして初めて『サタデー・ナイト・ライブ』に出演し、この時のホストはエディ・マーフィだった。2020年1月にリゾはFOMOフェスティバルでヘッドライナーをつとめた。シドニー・オペラハウスでも公演を行った。リゾはアマゾン・スタジオとテレビのプロジェクトに関する契約も行っている。

## 音楽以外の活動

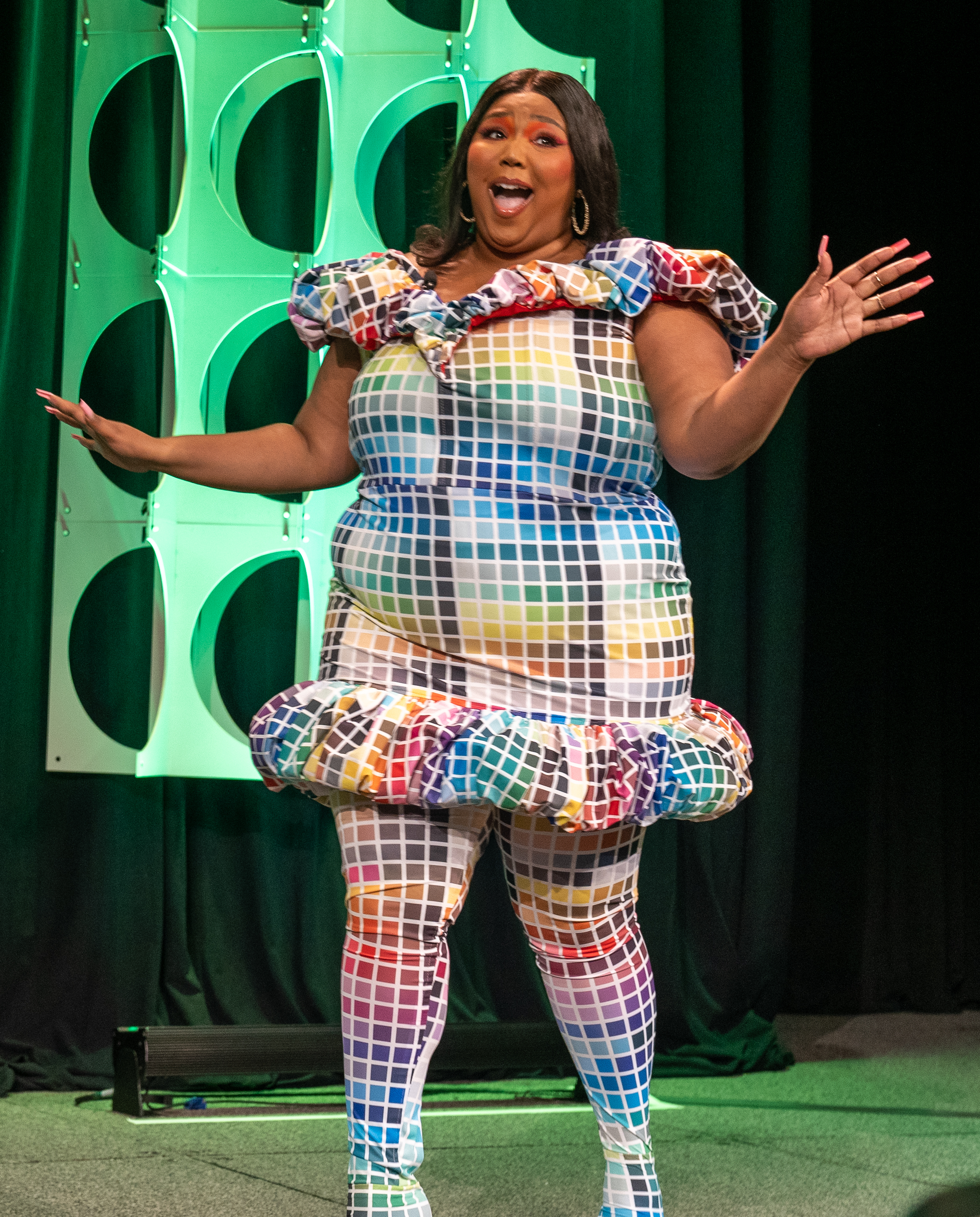
2022年のリゾ

ジェンダー及びセクシュアリティについて質問された際、リゾは「個人的にはひとつだけに絞る気はありません。（中略）だからLGBTQ+の色はレインボーなんでしょ！スペクトラムがあるのに、今のところみんな白黒みたいにしておこうとしてばかりなんです。私にはそれじゃダメですね」と答えている。リゾにはLGBTQ+のファンも多く、ファンは「リズビアンズ」("Lizzbians") とも呼ばれている。2019年6月、現代のLGBT権利運動における分岐点と広く考えられているストーンウォールの反乱の50周年記念を祝うにあたり、Queertyはリゾをプライド50の「全てのクィアな人々の平等、受容、尊厳に向けて社会を動かし続けるべく決然と活動する先駆者」のひとりだと呼んだ。
リゾはプラスサイズの身体を肯定的にとらえ、自信を持って活動する人物として称賛を受けている。「ボディポジティブのアイコン」として評価されている。体型の語り方を変え、自身のような大柄な女性が前に出る機会を作ったということについて、リゾはソーシャルメディアとインターネット一般が役立ったところもあると考えている。2020年1月5日にリゾはTwitterの使用を中止し、やめた原因は「荒らしが多すぎる」からだとしている。リゾは体型に対する攻撃の対象となっており、「その気になったら戻ってきます」と述べている。リゾは自分のメンタルヘルスや、キャリアにこうしたことがらがどう影響するかについて非常にオープンに語っている。
リゾはチャーチ・オヴ・ゴッド・イン・クライストの教会に通って育った。2020年6月、TikTokで自身がヴィーガンだと述べている。

## 作風

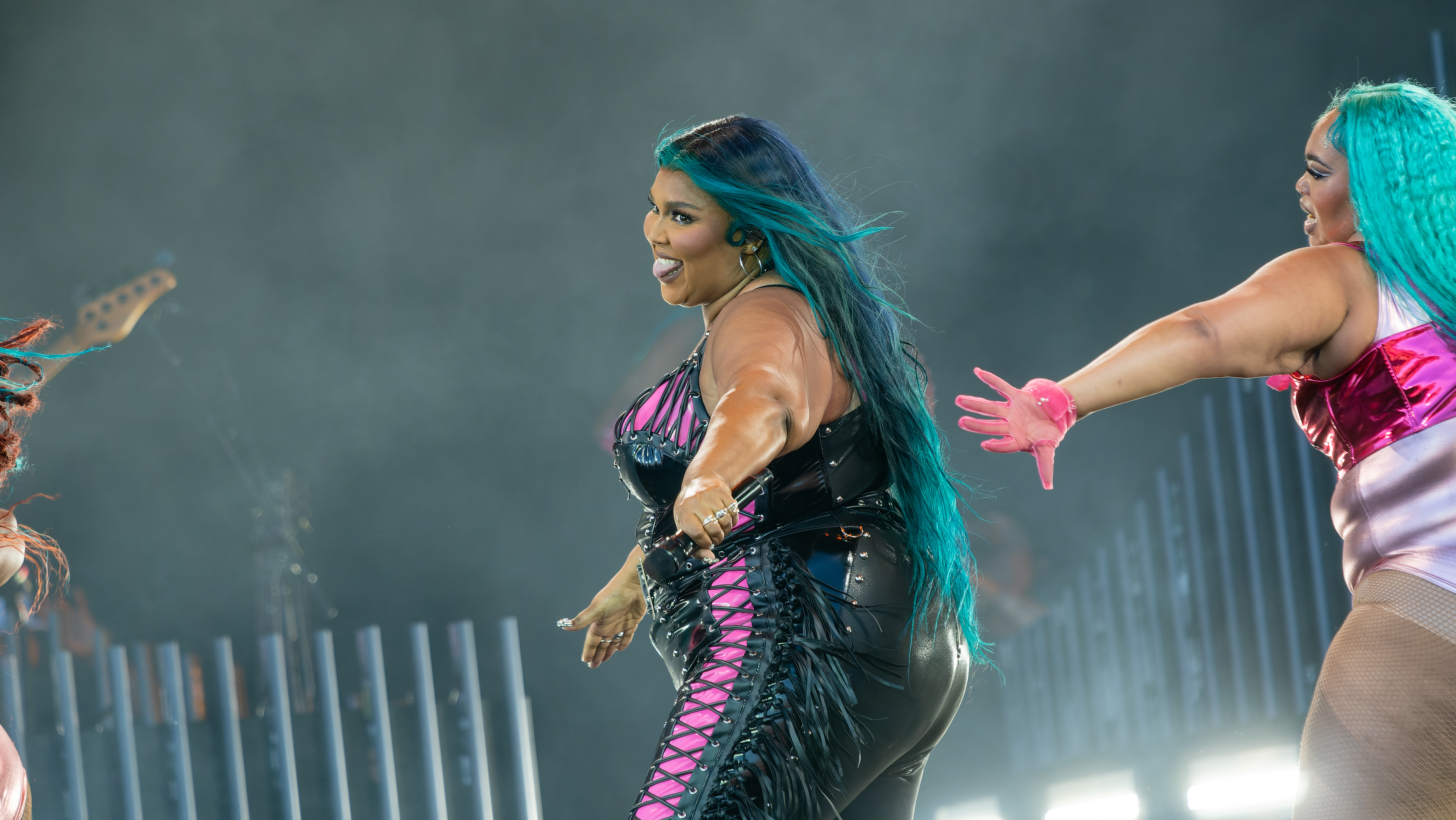
踊るリゾ（2023年）

リゾの音楽は主にヒップホップを取り込んだものであり、ソウル、R&B、ファンクポップなどのジャンルも組み込まれている。リゾが影響を受けたアーティストはミッシー・エリオット、ローリン・ヒル、ビヨンセ、ダイアナ・ロスなどである。2018年のインタビューでリゾは「私はいつも歌手になるのが怖かったんですけど、ローリン・ヒルを聞いた時、たぶんこれならどっちもできるかもみたいなことを考えたんです」と述べ、さらにデビューアルバムは「ラップして、歌って、政治的でもある」という点で『ミスエデュケーション』に影響を受けているとも言っている。

## ディスコグラフィ
スタジオ・アルバム
- 『リゾバンガーズ』(Lizzobangers, 2013)
- 『ビッグ・ガール・スモール・ワールド』(Big Grrrl Small World, 2015)
- 『コズ・アイ・ラヴ・ユー』(Cuz I Love You, 2019)
- 『スペシャル』(Special, 2022)

## 出演
| 年   | タイトル       | 役柄     | 備考     |
| ---- | -------------- | -------- | -------- |
| 2019 | アグリードール | リディア | 声の出演 |
| 2019 | ハスラーズ     | リズ     |          |

| 年   | タイトル                                 | 役柄                   | 備考   |
| ---- | ---------------------------------------- | ---------------------- | ------ |
| 2016 | Brad Neely's Harg Nallin' Sclopio Peepio | 自身                   | 計4話  |
| 2016 | Wonderland                               | ホスト                 | 計10話 |
| 2018 | Yeti! Yeti!                              | マジックマッシュルーム |        |

| 年         | タイトル                                           | 備考                                |
| ---------- | -------------------------------------------------- | ----------------------------------- |
| 2014       | Made in Chelsea: NYC                               | シーズン1第4話                      |
| 2014       | レイト・ショー・ウィズ・デイヴィッド・レターマン   | シーズン22第29話                    |
| 2015       | Access Hollywood                                   |                                     |
| 2015       | ザ・レイト・ショー・ウィズ・スティーヴン・コルベア | シーズン1第56話                     |
| 2016       | Sooo Many White Guys                               | 計1話、podcast                      |
| 2016       | The Real                                           | 計1話                               |
| 2016       | Party Legends                                      | "Make Mistakes"                     |
| 2016       | Full Frontal with Samantha Bee                     | "Post-Election"                     |
| 2017, 2018 | Trivial Takedown                                   | 計2話                               |
| 2018       | Articulate with Jim Cotter                         | "Caroline Shaw, Lizzo, Robert Janz" |
| 2018       | Hannibal Buress: Handsome Rambler                  | "The Lizzo Episode"                 |
| 2018       | ル・ポールのドラァグ・レース                       | シーズン10第10話                    |
| 2019       | エレンの部屋                                       | 計1話                               |
| 2019       | The Tonight Show Starring Jimmy Fallon             | 計1話                               |
| 2019       | ザ・デイリー・ショー・ウィズ・トレヴァー・ノア     | 2019年4月18日                       |
| 2019       | 2 Dope Queens                                      | 計1話、podcast                      |
| 2019       | C à vous                                           | 計1話                               |
| 2019       | Neo Magazin Royale                                 | 計1話                               |
| 2019       | The Jonathan Ross Show                             | 計1話                               |
| 2019       | サタデー・ナイト・ライブ                           | シーズン45第10話                    |
| 2023       | マンダロリアン The Mandalorian                     | シーズン3エピソード6                |

## コンサートツアー

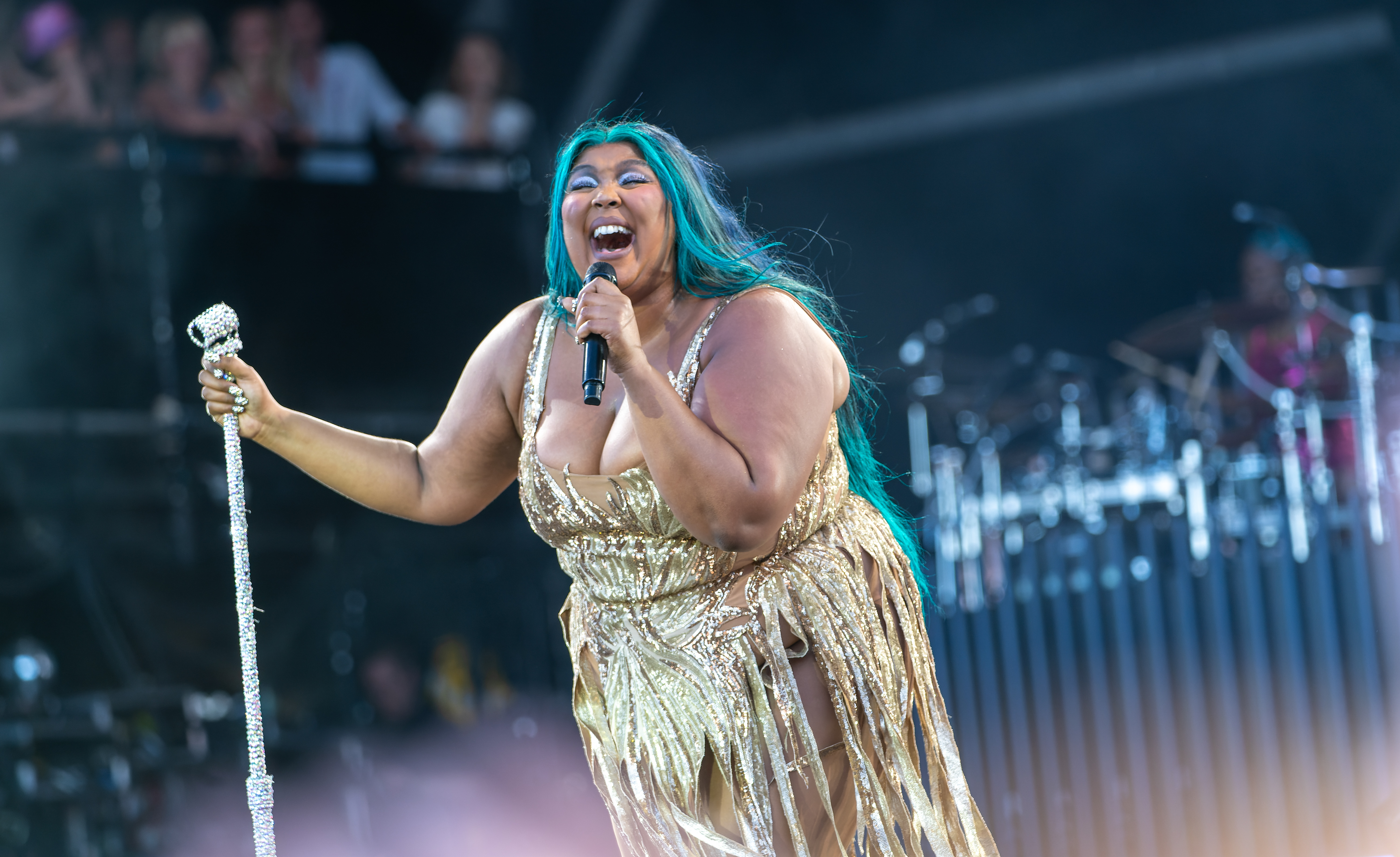
歌うリゾ（2023年）

### ヘッドライナー
- Good as Hell Tour (2017)[98]
- Cuz I Love You Tour (2019)[99]
- Cuz I Love You Too Tour (2019)[100]

### サポート
- ハイム – Sister Sister Sister Tour (2018)[101]
- フローレンス・アンド・ザ・マシーン – High as Hope Tour (2018)[102]